# Pikeville (Tennessee)
Pikeville é uma cidade localizada no estado norte-americano de Tennessee, no Condado de Bledsoe.

## Demografia
Segundo o censo norte-americano de 2000, a sua população era de 1781 habitantes.
Em 2006, foi estimada uma população de 1878, um aumento de 97 (5.4%).

## Geografia
De acordo com o United States Census Bureau tem uma área de 6,3 km², dos quais 6,3 km² cobertos por terra e 0,0 km² cobertos por água. Pikeville localiza-se a aproximadamente 615 m acima do nível do mar.

## Localidades na vizinhança
O diagrama seguinte representa as localidades num raio de 32 km ao redor de Pikeville.